# لورین (داکوتای شمالی)
لورین(به انگلیسی: Loraine) شهری در ایالت داکوتای شمالی کشور ایالات متحده آمریکا است که جمعیت آن در سرشماری سال ۲۰۱۰ میلادی، ۹ نفر بوده‌است.